# マルク・ロカ
マルク・ロカ・フンケ（Marc Roca Junqué'、1996年11月26日 - ）は、スペイン・カタルーニャ州バルセロナ県ビラフランカ・ダル・パナデス出身のプロサッカー選手。レアル・ベティス所属。ポジションはMF。

## 来歴
その後2008年にRCDエスパニョールのカンテラに加入。2014年にBチームに昇格し、プロデビュー。
2016-17シーズンにトップチームに昇格。2016年8月26日のマラガCF戦で、ラ・リーガ初出場。その後先発に定着し、11月11日に2022年までの契約に合意した。
2020年10月4日、FCバイエルン・ミュンヘンと2025年までの契約を結んだことが発表された。
2022年6月17日、リーズ・ユナイテッドFCと4年契約を締結したことが発表された。
2023年7月17日、レアル・ベティスに1シーズンの間はレンタル移籍することが決定した。

## 代表経歴
2015年から、ユース世代のスペイン代表に招集。2016年にはカタルーニャ州選抜にも招集され、11月28日のチュニジア代表戦に出場した。

## タイトル

### クラブ
エスパニョール
- セグンダ・ディビシオン : 1回 (2020-21)

バイエルン・ミュンヘン
- ブンデスリーガ：2回 (2020-21, 2021-22)

### 代表
U-21スペイン代表
- UEFA U-21欧州選手権 : 1回 (2019)